# Varga
Varga is een plaats (község) en gemeente in het Hongaarse comitaat Baranya. Varga telt 138 inwoners (2001).